# Orectoscelis humeralis
Orectoscelis humeralis är en skalbaggsart som beskrevs av Lewis 1903. Orectoscelis humeralis ingår i släktet Orectoscelis och familjen stumpbaggar. Inga underarter finns listade i Catalogue of Life.